# Kadambariket

Kadambariket

Kadambariket var en historisk stat som låg i södra Indien mellan 345 och 540.
Det föregicks av Pallava, och efterträddes av Chalukyadynastin.